# R5
R5 – nazwa specyficznego formatu DVD, stosowana do oznaczania kopii bootleg filmów rozpowszechnianych w internecie. R5 nawiązuje do regionu DVD (Region 5), odnoszącego się do krajów byłego ZSRR, Afryki oraz Indii.
Przemysł filmowy stworzył ten format DVD, który może być produkowany znacznie szybciej i taniej niż tradycyjne DVD, aby rywalizować z pirackimi kopiami filmów, pojawiającymi się w internecie bardzo szybko. Różnica między dystrybucją R5 a standardowym DVD to przede wszystkim sposób powstania. R5 to bezpośredni transfer typu TeleCine bez dodatkowego przetwarzania. To również mniej dodatków specjalnych. Dzięki temu R5 może być wydany równo z premierą DVD Screenera, a tym samym może konkurować czasowo z wydaniami pirackimi.
W niektórych przypadkach DVD R5 może być wydany bez angielskiej ścieżki audio. W tym wypadku piracka kopia musi mieć zapożyczoną ścieżkę audio z innego źródła. Takie pozycje są często oznaczane literami ".LiNE". Jakość obrazu R5 jest porównywalna z DVD Screenerem, przy czym R5 nie zawiera żadnych dodatkowych tekstów czy czarno-białych scen. Ogólna jakość jest lepsza niż w przypadku kopii Telecine, ponieważ transfer jest wykonywany przy użyciu profesjonalnego sprzętu.
Ze względu na jakość i brak ściśle określonych standardów bardzo często wydania R5 DVD są na scenie pirackiej nazywane Telecine, DVD Screener lub nawet DVDRip. Dopiero pod koniec 2006 roku kilka grup (DREAMLiGHT, mVs, PUKKA, COALiTiON) zaczęły stosować nazewnictwo "R5", lub "R5.LiNE".